# Repubblica Romana (1849)
(art. 1 del Decreto fondamentale)

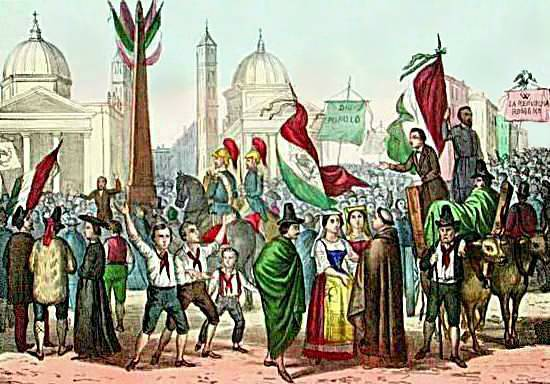
La proclamazione della Repubblica Romana in Piazza del Popolo

La Repubblica Romana del 1849, nota anche con il nome Seconda Repubblica Romana (essendo stata la "prima" quella di epoca napoleonica, escludendo l'antica Roma da tale enumerazione), fu uno Stato repubblicano sorto in Italia durante il Risorgimento a seguito di una rivolta interna che nei territori dello Stato Pontificio ebbe come esito la fuga di papa Pio IX a Gaeta. Fu governata da un triumvirato composto da Carlo Armellini, Giuseppe Mazzini e Aurelio Saffi.
La repubblica, nata il 9 febbraio 1849 a seguito dei grandi moti del 1848 che coinvolsero l'Europa, ebbe come questi ultimi vita breve (finì il 4 luglio 1849) a causa dell'intervento militare della Francia di Luigi Napoleone Bonaparte, il futuro Napoleone III, che per convenienza politica ristabilì l'ordinamento pontificio, in deroga a un articolo della costituzione francese. Tuttavia quella della repubblica romana fu un'esperienza significativa nella storia dell'unificazione italiana, che rappresentava l'obiettivo della Repubblica, e vide l'incontro e il confronto di molte figure di primo piano del Risorgimento accorse da tutta la Penisola, fra cui Giuseppe Garibaldi e Goffredo Mameli. In quei mesi Roma passò dalla condizione di Stato tra i più arretrati d'Europa a banco di prova di nuove idee democratiche, ispirate principalmente al mazzinianesimo, fondando la sua vita politica e civile su principi quali, in primis, il suffragio universale maschile (il suffragio femminile in realtà non era vietato dalla Costituzione, ma le donne ne restarono escluse per consuetudine); l'abolizione della pena di morte e la libertà di culto.

## Storia

### Antefatti

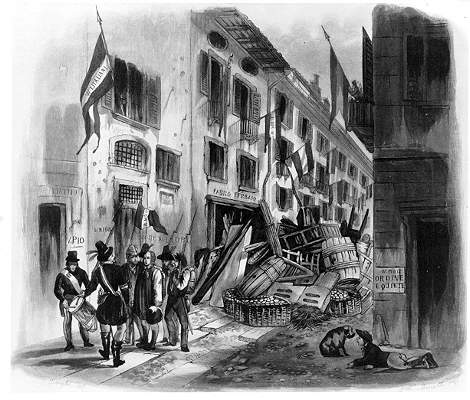
Le cinque giornate di Milano

#### Moti rivoluzionari e costituzioni
Le vicende che portarono alla proclamazione della Repubblica Romana ebbero inizio nel gennaio 1848, quando giunse notizia dell'insurrezione di Palermo contro i Borbone di Napoli, insurrezione scoppiata il 12. Seguì una rivoluzione a Napoli, il 27, che costrinse, due giorni dopo, Ferdinando II a promettere la Costituzione, promulgata l'11 febbraio. Lo stesso 11 febbraio Leopoldo II di Toscana, cugino di primo grado dell'imperatore in carica Ferdinando I d'Austria, concesse la Costituzione, nella generale approvazione dei suoi sudditi.
Dopodiché gli eventi si susseguirono incalzanti: il 22-24 febbraio la rivoluzione a Parigi si trasformò nell'instaurazione della Seconda Repubblica; il 4 marzo Carlo Alberto concesse ai suoi sudditi lo Statuto Albertino; il 13 marzo ci fu un'insurrezione a Vienna che portò alla caduta di Metternich; il 14 marzo Pio IX concesse lo Statuto; il 17 marzo una grande manifestazione popolare a Venezia impose al governatore la liberazione dei detenuti politici, fra cui Daniele Manin; infine il 18 marzo incominciarono le cinque giornate di Milano.

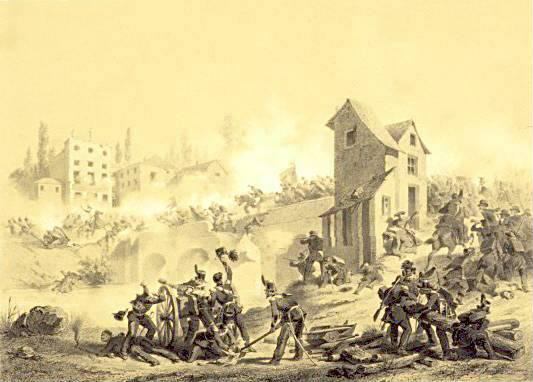
La battaglia del ponte di Goito

#### Le fasi iniziali degli avvenimenti del 1848 - 49
La notizia delle cinque giornate di Milano causò un vero e proprio sconvolgimento politico nell'intera penisola italiana: il 21 marzo Leopoldo II di Toscana dichiarò guerra all'Impero austriaco e inviò l'esercito al comando del generale Cesare De Laugier verso il Quadrilatero, mentre due giorni dopo Carlo Alberto passò il Ticino e si mise in marcia verso Verona.
Il 24 marzo Pio IX permise la partenza da Roma per Ferrara di un Corpo d'Operazione al comando del generale Giovanni Durando. Si trattava di una ben completa divisione, in assetto da campagna, per un totale di 7 500 soldati regolari affiancata da circa 4 000 volontari dei corpi franchi, seguiti, due giorni dopo, da un'altra divisione di Guardie Civiche e di volontari, la Legione dei Volontari Pontifici, formata da circa 7 000 uomini, provenienti dal centro Italia, affidata al generale Andrea Ferrari. Una forza tutt'altro che trascurabile, se si considera che l'esercito di Carlo Alberto ne contava circa 30 000. E a essi andavano aggiunti i 7 000 toscani e, quando fossero giunti, i 16 000 napoletani.

#### L'allocuzione di Pio IX
Nel frattempo, Pio IX aveva cominciato a sconfessare gli entusiasmi patriottici dei mesi precedenti. Con l'Allocuzione al concistoro del 29 aprile 1848 condannò la guerra all'Austria:
Concludeva invitando gli italiani a
Egli si trovava, infatti, nell'insostenibile imbarazzo di combattere una grande potenza cattolica:
Pio IX aveva l'impressione di stare combattendo una guerra la cui vittoria avrebbe beneficiato solo il Regno di Sardegna.

### La guerra dell'esercito romano in Veneto

#### Entrata in campo dell'esercito romano

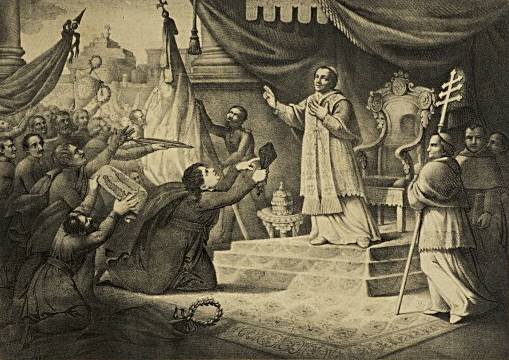
Papa Pio IX benedice i combattenti per l'indipendenza italiana

Nel frattempo, le truppe di Durando erano entrate nel Veneto austriaco, a Padova e Vicenza, evacuate dal feldmaresciallo Costantino d'Aspre sin dallo scoppio delle cinque giornate. Il feldmaresciallo, con giusto intuito della situazione, aveva ripiegato a Verona, vera chiave dei possessi austriaci in Italia, ove si era ricongiunto con Radetzky, reduce dell'umiliante sconfitta subita a Milano.
Informato dell'allocuzione del 29 aprile, l'esercito pontificio decise di non ubbidire al Papa e rimase a svolgere l'incarico affidatogli: coprire le città libere del Veneto, appoggiandosi alla solida roccaforte di Venezia, governata da Manin.
Esso, tuttavia, non venne mai raggiunto dai notevoli rinforzi (circa 16 000 uomini) inviati dal Regno delle Due Sicilie, giunti al Po e in procinto di entrare in Veneto. Proprio al passaggio del fiume, infatti, quel corpo di spedizione venne raggiunto dall'ordine di Ferdinando II di Borbone di rientrare a Napoli: rifiutarono l'ordine solo il generale Guglielmo Pepe, un vecchio patriota, insieme all'artiglieria e al genio (le "armi dotte") con le quali raggiunse Venezia, ove gli venne affidato il comando supremo delle truppe. Il Pepe avrebbe offerto un prezioso contributo lungo l'intero corso dell'assedio della città. Ma non poté, in alcun modo, sostenere Durando.

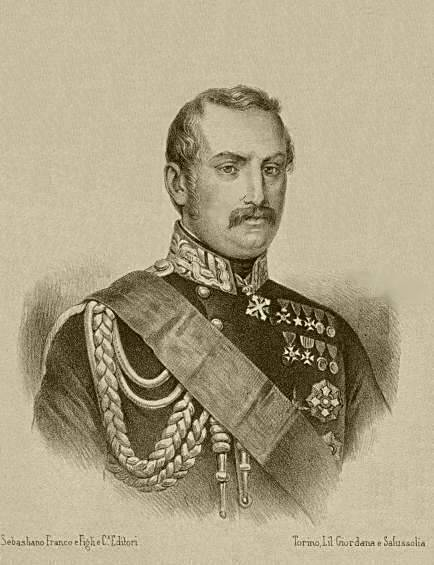
Ritratto di Giovanni Durando

#### Le due battaglie di Vicenza
Lasciato solo con circa 10 000 soldati, tra soldati regolari e volontari romani, oltre ai volontari veneti, Durando non riuscì a impedire il ricongiungimento del corpo d'armata di Nugent, che marciava dall'Isonzo verso Verona, con Radetzky. Ma respinse bravamente l'assalto a Vicenza di ritorno di 20 000 austriaci, conclusosi il 24 maggio.
Grandi furono gli elogi, in quei giorni, per i soldati dell'Esercito pontificio di Durando, che avevano dimostrato un genuino spirito nazionale, battendosi con valore a difesa di una città veneta, guidando i volontari veneti.
Ma nulla poterono quando Radetzky, respinto a occidente dall'esercito di Carlo Alberto a Goito, rovesciò il fronte e portò l'intero esercito (circa 40 000 uomini) direttamente su Vicenza. Durando venne investito il 10 giugno: ancora una volta i suoi accettarono battaglia e si portarono assai bene ma dovettero, infine, capitolare. Secondo i patti, l'esercito di Durando consegnò Vicenza e Treviso e promise di non combattere gli austriaci per tre mesi. In cambio, venne loro permesso di evacuare oltre il Po.

#### Prima invasione austriaca delle Legazioni
Poi venne la serie di scontri passati alla storia come la battaglia di Custoza, il 23-25 luglio. Di lì Carlo Alberto cominciò una veloce, ma ordinata, ritirata verso l'Adda e Milano. Giunto in Milano, il re di Sardegna scelse di non difendere la città, impedendo perfino ai milanesi di farlo (come racconta Carlo Cattaneo nel suo resoconto degli avvenimenti di quei mesi) e si risolse a chiedere l'armistizio (armistizio di Salasco). I preliminari vennero sottoscritti il 5, il definitivo il 9, a Vigevano.
Gli austriaci non avevano, tuttavia, atteso tanto per aggredire lo Stato della Chiesa: dopo una prima incursione, probabilmente con fini di saccheggio, respinta dagli abitanti di Sermide, non appena Carlo Alberto di Savoia si mise in marcia per Milano, Radetzky inviò il generale Franz Ludwig Welden e passò il Po verso Ferrara a partire dal 28 luglio (mentre Franz Joachim Liechtenstein marciava su Modena e Parma, per reinsediare i deposti duchi).
Dopo un'avanzata che si segnalò per saccheggi e predazioni Welden occupò Ferrara e si presentò alle porte di Bologna. Qui, il podestà Cesare Bianchetti cercò un accomodamento, ma avvenne un incidente e Welden ne approfittò per ordinare l'ingresso in città. Al che la popolazione insorse e, il 9 agosto, Welden ripiegò verso il Po.

#### La dura reazione di Pio IX
In effetti Welden agiva senz'alcuna autorizzazione da parte del governo papale e, anzi, Pio IX aveva protestato energicamente: scrisse di "invasione austriaca" e smentì "altamente ... le parole del signor maresciallo Welden … dichiarando che la condotta del signor Welden stesso è tenuta da Sua Santità come ostile alla Santa Sede ed a Nostro Signore". Tutto ciò considerato, quindi, i bolognesi si comportarono da fedeli sudditi di Pio IX e, infatti, ricevettero il plauso del ministro dell'interno del governo papale, il conte Fabbri, che in un proclama ai Romani, parlò di "tracotanza dell'insolente straniero", "eroica difesa", "attentato allo Stato della Chiesa".

### Crisi politica a Roma e fuga di Pio IX

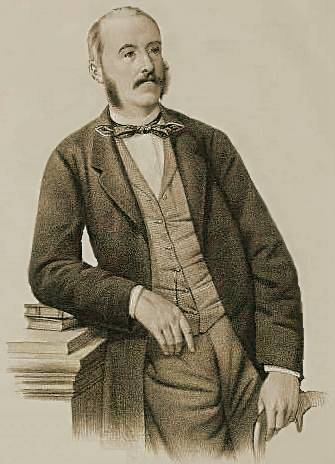
Ritratto di Marco Minghetti

#### Ricadute sul governo papale
Nel frattempo, a Roma e in tutto lo Stato della Chiesa, Pio IX aveva cominciato a risentire di una crescente opposizione politica, dovuta all'allocuzione del 29 aprile: a segnare il tragico distacco del Papato dalla causa nazionale non poteva certo bastare il generico richiamo alla "desiderata pace e concordia".
Già nei giorni successivi, a Roma la Guardia Civica aveva occupato Castel Sant'Angelo e le porte della città. Mentre giungevano al capo di governo, cardinale Giacomo Antonelli, le rimostranze dei governi sardo, toscano, dei rappresentanti di Sicilia, Lombardia e Venezia.

Seguivano le dimissioni di ben sette ministri (fra cui Marco Minghetti) e un proclama papale del 1º maggio, in cui, richiamate le passate "dimostrazioni d'affetto" e le riforme, il pontefice ribadiva che "Noi siamo alieni dal dichiarare una guerra, ma nel tempo stesso Ci protestiamo incapaci di frenare l'ardore di quella parte di sudditi che sono animati dallo stesso spirito di nazionalità degli altri Italiani". Pio IX invitava i sudditi a essere "obbedienti a chi li governa". Il corpo di spedizione veniva descritto come "figli e sudditi che già si trovano senza nostro volere esposti alle vicende della guerra".
Dopodiché, il 3 maggio Pio IX, compiva un estremo tentativo per raddrizzare la situazione: affidò l'incarico per un nuovo governo al conte Terenzio Mamiani e inviò una lettera privata a Ferdinando I d'Austria, contenente l'invito a rinunciare al Lombardo-Veneto.

#### I governi Mamiani e Fabbri
Da Ferdinando I non giunse risposta; Terenzio Mamiani (dopo aver inaugurato il parlamento romano il 5 giugno), diede a sua volta le dimissioni (12 luglio) per dissenso rispetto alla linea strettamente neutralista del pontefice, esattamente come il predecessore Minghetti.
Il 2 agosto Mamiani venne sostituito da Odoardo Fabbri. Il nuovo governo inviò nelle Legazioni Luigi Carlo Farini, segretario generale al Ministero dell'Interno. Giunto il 2 settembre, Farini si adoperò per ripristinare l'ordine pubblico, gravemente turbato dai postumi della fallita invasione di Welden. Tuttavia, ciò costrinse il ministro alle dimissioni, rassegnate il 16 settembre.

#### Il governo di Pellegrino Rossi
Pio IX tentò, allora, l'ultima carta, e sostituì Fabbri con il conte Pellegrino Rossi, già ambasciatore di Luigi Filippo di Francia, rimasto a Roma dopo la rivoluzione parigina del febbraio 1848.
Rossi si mostrò attento alle istanze patriottiche, decretando sussidi e pensioni ai feriti e alle vedove di guerra e chiamò a dirigere il dicastero della Guerra il generale Carlo Zucchi, già generale di Eugenio di Beauharnais e patriota risorgimentale. Il risultato non fu quello sperato: Rossi si alienò i favori della Curia e degli ambienti conservatori, minacciati nei loro privilegi feudali, senza neppure convincere i rivoluzionari delle sue buone intenzioni.
La questione che dominava la politica italiana, tuttavia, era direttamente legata alla prevista ripresa delle ostilità fra il Regno di Sardegna e l'Impero austriaco. Vigeva, infatti, l'armistizio di Salasco, ma i due contendenti principali (Carlo Alberto e Radetzky) sapevano che avrebbe avuto breve durata.
Il governo sabaudo e i patrioti risorgimentali cercarono, quindi, di profittare della tregua per raccogliere quante più forze possibili. Persa ogni speranza di avere l'appoggio di Ferdinando II delle Due Sicilie, la questione fondamentale riguardò l'atteggiamento di Firenze e di Roma.
Nel Granducato di Toscana le cose si erano ormai chiarite in favore della causa nazionale quando Leopoldo II, dopo aver licenziato i governi moderati di Ridolfi (il 17 agosto) e Capponi (il 9 ottobre), conferì, il 27 ottobre, l'incarico al democratico Giuseppe Montanelli. Egli nominò Guerrazzi ministro dell'interno e inaugurò una politica "ultrademocratica", ovvero, nella terminologia politica dell'epoca, volta all'unione con gli altri stati italiani e alla ripresa congiunta della guerra all'Austria.
Per quanto riguarda lo Stato Pontificio, Pellegrino Rossi non negava l'esigenza della rigenerazione nazionale, ma riprendeva, in pratica, il programma moderato, già spazzato via in marzo dalle cinque giornate di Milano. Nei termini del dibattito dell'epoca, Rossi si diceva sostenitore di una "Lega di prìncipi", mentre eminenti personalità del cattolicesimo nazionale, come Antonio Rosmini e Vincenzo Gioberti miravano a una confederazione (Lega doganale). Ciò voleva dire affermare la piena autonomia dello Stato della Chiesa e rimanere neutrali nel caso di un'eventuale ripresa della guerra tra Carlo Alberto e Leopoldo II contro l'esercito di Radetzky.

#### La crisi politica del Papato
Il 15 novembre, giorno di riapertura del Parlamento romano, Pellegrino Rossi venne accoltellato a morte, coperto dalla folla, probabilmente da un figlio del capopopolo democratico Ciceruacchio. Il giorno successivo 16 novembre, lo stesso Ciceruacchio, insieme con Carlo Luciano Buonaparte, principe di Canino, nonché alle truppe dei Carabinieri e alla Guardia Civica si riunirono a Piazza del Popolo e marciarono insieme per le strade di Roma passando per il Parlamento e salendo fino sotto il Palazzo del Quirinale dove una folla tumultuosa manifestò per chiedere "un ministro democratico, la costituente italiana e la guerra all'Austria". La folla portò anche un cannone prelevato dal Quartiere della Guardia Civica di Piazza della Pilotta, che puntò contro il palazzo, ma senza utilizzarlo: si venne però allo scontro a fuoco con la Guardia Svizzera Pontificia che accerchiata aveva sparato per prima a scopo intimidatorio, al termine del quale restò ucciso un prelato (mons. Palma) addetto ai Sacri Palazzi.
Pio IX convocò il corpo diplomatico e affermò: "Accettare le condizioni [della folla] sarebbe per me abdicare ed io non ne ho il diritto "; dichiarò davanti al corpo diplomatico che agiva sotto costrizione e che considerava nulle tutte le concessioni che avrebbe fatto. Dopodiché incaricò il democratico Giuseppe Galletti di formare un nuovo governo che fu di fatto proclamato il giorno 20 con Carlo Emanuele Muzzarelli (un alto prelato sensibile alle istanze liberali) come Capo del governo (costituito da sei ministri).

#### Roma senza il Papa
La sera del 24 novembre del 1848 il papa fuggì da Roma, vestito come un semplice prete in una carrozza chiusa, accompagnato dal conte e dalla contessa Spaur; il conte era l'ambasciatore di Baviera. Nel frattempo la Guardia Civica che montava la guardia al Quirinale veniva sviata dall'ambasciatore francese che, venuto a visitare il papa con una carrozza "in fiocchi", usciva dalla porta principale dirigendosi verso Civitavecchia. La carrozza del papa invece prese la via Appia in direzione di Terracina e la sera del 25 il papa era già al sicuro nella canonica di Mola di Gaeta (oggi Formia). Pio IX si pose sotto la protezione del Regno delle Due Sicilie. Successivamente richiese l'intervento delle potenze cattoliche per ristabilire l'ordine nello Stato Pontificio.
1. È convocata in Roma un'Assemblea Nazionale, che con pieni poteri rappresenti lo Stato Romano.
2. L'oggetto della medesima è di prender tutte quelle deliberazioni che giudicherà opportune per determinare i modi di dare un regolare, compiuto e stabile ordinamento alla cosa pubblica, in conformità dei voti e delle tendenze di tutta, o della maggior parte della popolazione.
3. I Collegi Elettorali sono convocati il dì 21 Gennajo prossimo per eleggere i Rappresentanti del popolo all'Assemblea Nazionale.
4. L'Elezione avrà per base la popolazione.
5. Il numero dei Rappresentanti sarà di duecento.
6. Essi saranno ripartiti fra i Circondarj Elettorali attualmente esistenti in ragione di due per ciascuno dei medesimi.
7. Il suffragio sarà diretto, e universale[6].
8. Sono Elettori tutti i cittadini dello Stato di anni 21 compiti, che vi risiedono da un anno, e non sono privati, o sospesi dai loro diritti civici per una disposizione giudiziaria.
9. Sono Elegibili tutti i medesimi se giungono all'età di anni 25 compiti.
10. Gli Elettori voteranno tutti al Capo-luogo del Circondario Elettorale. Ogni scheda conterrà tanti nomi quanti sono i Rappresentanti che dovrà nominare la Provincia intera.
11. Lo scrutinio sarà segreto. Niuno potrà essere nominato Rappresentante del popolo se non riunisce almeno cinquecento suffragi.
12. Ciascun Rappresentante del popolo riceverà un'indennità di scudi per giorno per tutta la durata della Sessione. Questa indennità non si potrà rinunziare.
13. Una istruzione del Governo regolerà tutte le altre particolarità della esecuzione del presente Decreto.
14. L'Assemblea Nazionale si aprirà in Roma il giorno 5 Febbrajo prossimo.
15. Il presente Decreto sarà immediatamente trasmesso in tutte le Provincie, e pubblicato ed affisso in tutti i Comuni dello Stato.

Lo scontro di poteri si acuì: prima di lasciare Roma per Gaeta il Papa aveva nominato una Commissione governativa cui aveva affidato la gestione temporanea degli affari pubblici, esautorando il governo, tuttavia i suoi membri via via si dimisero lasciando lo Stato senza direzione. A Roma, dove le istituzioni erano in mano al «Circolo popolare», il Consiglio dei deputati confermò i poteri del governo e decise di avviare delle trattative con il papa per indurlo a ritornare. Il 6 dicembre una delegazione di consiglieri, formata da cinque alte personalità: l'abate Rezzi e il dottor Fusconi a nome del Consiglio dei Deputati (camera bassa); monsignor Mertel e il marchese Paolucci per l'Alto Consiglio (camera alta) e il Principe Corsini, Senatore di Roma, per il Municipio dell'Urbe, partì per Gaeta con l'intenzione di trattare. I consiglieri vennero però fermati alla Torre della Portella, sul confine napoletano, dalle truppe dell'esercito borbonico, su ordine del re Ferdinando II e richiesta del Segretario di Stato di Pio IX Antonelli. I delegati dovettero fare ritorno a Roma senza aver svolto la loro missione.
A Roma il 12 dicembre il Consiglio dei deputati nominò una "provvisoria e suprema Giunta di Stato" cui erano devoluti tutti i poteri di governo. Da Gaeta il 17 dicembre il Papa emise un motu proprio con cui, sostenendo l'avvenuta "usurpazione dei Sovrani poteri", dichiarava sacrilega la costituzione della Giunta. Il 20 dicembre la Giunta emise un proclama in cui prometteva la convocazione di una Costituente romana.
Il 23 dicembre si dimisero i ministri Mamiani, Lunati e Sereni. Furono sostituiti chiamando Carlo Armellini, cui fu affidato il dicastero dell'Interno, Federico Galeotti, che assunse quello della Giustizia, e Livio Mariani, cui andò quello delle Finanze. Mons. Muzzarelli, oltre alla presidenza del Consiglio e al ministero dell'Istruzione, prese il portafoglio degli Esteri.
Il 26 dicembre la Giunta sciolse le due Camere e il 29 dicembre convocò i comizi, indicendo le elezioni per il 21-22 gennaio 1849.
Il 1º gennaio il Papa emanò un motu proprio con il quale condannò la convocazione dell'Assemblea costituente e comminò la scomunica sia a coloro che avevano emanato il provvedimento sia a coloro che avessero partecipato alla consultazione elettorale. Le elezioni si svolsero comunque e decretarono la vittoria dei democratici. Non si recarono ai seggi, infatti, i legittimisti e una parte dei moderati, le componenti sociali più sensibili al richiamo del pontefice.
Nonostante le scomuniche e le intimidazioni molti si recarono ai seggi per votare e tra questi anche molti religiosi: vennero eletti 179 "Rappresentanti del popolo". Per dare un carattere nazionale all'Assemblea che si voleva Italiana secondo il disegno di Mazzini, fino all'ultimo infruttuosamente impegnato a convincere gli esponenti della neo proclamata Repubblica formata a Firenze a unirsi con Roma, si elessero anche cittadini degli altri Stati italiani. Tra di essi, Giuseppe Garibaldi, eletto a Macerata, e nelle elezioni suppletive Giuseppe Mazzini.

#### Proclamazione della Repubblica

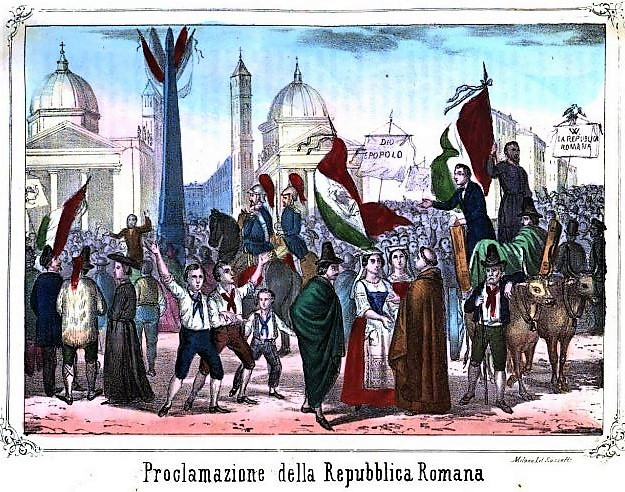
Proclamazione della Repubblica Romana

L'assemblea, che aveva come presidente Giuseppe Galletti e vicepresidenti Aurelio Saffi e Luigi Masi, incominciò i suoi lavori il 5 febbraio con all'ordine del giorno la forma di governo, su proposta di Garibaldi che scalpitava per votare senza perder tempo in quelli che a lui parevano inutili formalismi senza senso. Ma l'opinione generale fu invece quella di seguire la corretta prassi parlamentare e Garibaldi dovette attendere la seduta dell'8 - 9 febbraio 1849 quando all'una di notte il decreto fondamentale della Repubblica Romana, proposto da Quirico Filopanti, fu finalmente messo in votazione e approvato (contrario il Mamiani) con 118 voti favorevoli, 8 contrari e 12 astenuti.
La mattina del giorno 9 febbraio stesso, il decreto fu proclamato solennemente e pubblicamente dal Campidoglio alla presenza della popolazione:
- Art. 1: Il papato è decaduto di fatto e di diritto dal governo temporale dello Stato Romano.
- Art. 2: Il Pontefice Romano avrà tutte le guarentigie necessarie per l'indipendenza nell'esercizio della sua potestà spirituale.
- Art. 3: La forma del governo dello Stato Romano sarà la democrazia pura e prenderà il glorioso nome di Repubblica Romana.
- Art. 4: La Repubblica Romana avrà col resto d'Italia le relazioni che esige la nazionalità comune.»

(Assemblea costituente romana. Roma, 9 febbraio 1849. Un'ora del mattino. Il Presidente dell'Assemblea G. Galletti.)
Il decreto portava la firme del presidente dell'Assemblea costituente Giuseppe Galletti e dei segretari Giovanni Pennacchi, Ariodante Fabretti, Antonio Zambianchi e Quirico Filopanti. Alla votazione e alla proclamazione assistette la giornalista americana Margaret Fuller, corrispondente del New-York Daily Tribune, che ne diede una interessante descrizione ai propri lettori.

### La repressione della rivoluzione siciliana
La medesima crisi politica si produsse anche nel Regno delle Due Sicilie. Il 15 giugno, a un mese di distanza dalla controrivoluzione del 15 maggio, Ferdinando II di Borbone celebrò nuove elezioni generali. Ma ottenne solo la rielezione di quasi tutti i deputati del disciolto parlamento. La questione politica era chiaramente posta: il sovrano desiderava unicamente reprimere l'insurrezione siciliana, il Parlamento rispondeva che: "la nostra politica di rigenerazione non può essere perfetta senza l'indipendenza e la ricostituzione dell'intera nazionalità italiana".
Cosicché accadde che, già il 5 settembre, il sovrano prorogò la riapertura delle camere al 30 novembre e inviò Carlo Filangeri, con 24 000 uomini, numerose artiglierie e la flotta su Messina, che venne duramente bombardata, presa e saccheggiata il 6-7 settembre (ciò che fece guadagnare a Ferdinando II il soprannome di "re bomba").
A quel punto Ferdinando aveva ripreso saldamente in mano la situazione: prorogò ulteriormente la riapertura delle camere al 30 novembre, subì un nuovo voto patriottico e, infine, le sciolse per sempre, il 12 marzo 1849.
Si erano poste, così, in pratica tutte le condizioni che avrebbero prodotto, 11-12 anni più tardi, il collasso del Regno sotto l'urto di Garibaldi e della sua spedizione dei Mille. Ma, per il momento, Ferdinando era l'unico sovrano ben saldo al potere in Italia centro-meridionale e il migliore alleato della restaurazione austriaca.

### Conseguenze della proclamazione della Repubblica Romana

#### Le conseguenze nel Granducato di Toscana

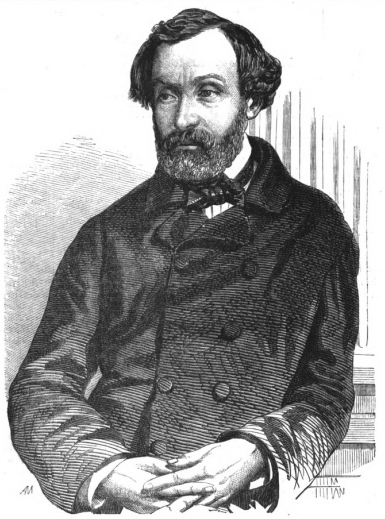
Ritratto di Giuseppe Montanelli

Giunta a Firenze notizia della Costituente romana, il primo ministro toscano Montanelli richiese al granduca l'elezione di trentasette deputati toscani da mandarsi alla Costituente romana. Fece approvare la proposta dal parlamento, ma la necessaria controfirma del Granduca non giunse mai in quanto, il 30 gennaio, questi abbandonò Firenze per Siena, da dove, il 21, partiva per Gaeta, ove si mise sotto la protezione di Ferdinando II.
A Firenze il 15 venne proclamata la repubblica e, il 27 marzo, Guerrazzi dittatore.

#### La richiesta d'intervento delle potenze cattoliche
Giunto a Gaeta, Leopoldo II richiese (o, piuttosto, accettò) l'offerta di protezione che gli veniva da suo cugino, l'imperatore d'Austria Francesco Giuseppe.
Era stato di poco preceduto dal Segretario di Stato di Pio IX, cardinale Antonelli, il quale, il 18 febbraio, inviò ad Austria, Francia, Regno delle Due Sicilie e Spagna (il Regno Sabaudo nonostante le sue mosse diplomatiche non era riuscito a farsi includere) una nota diplomatica: «avendo il Santo Padre esauriti tutti i mezzi che erano in suo potere, spinto dal dovere che ha al cospetto di tutto il mondo cattolico di conservare integro il patrimonio della Chiesa e la sovranità che vi è annessa, così indispensabile a mantenere, come Capo Supremo della Chiesa stessa … si rivolge di nuovo a quelle stesse potenze, e specialmente a quelle cattoliche … nella certezza che vorranno con ogni sollecitudine concorrere … rendendosi così benemerite dell'ordine pubblico e della Religione».

#### L'uscita di scena del Regno di Sardegna

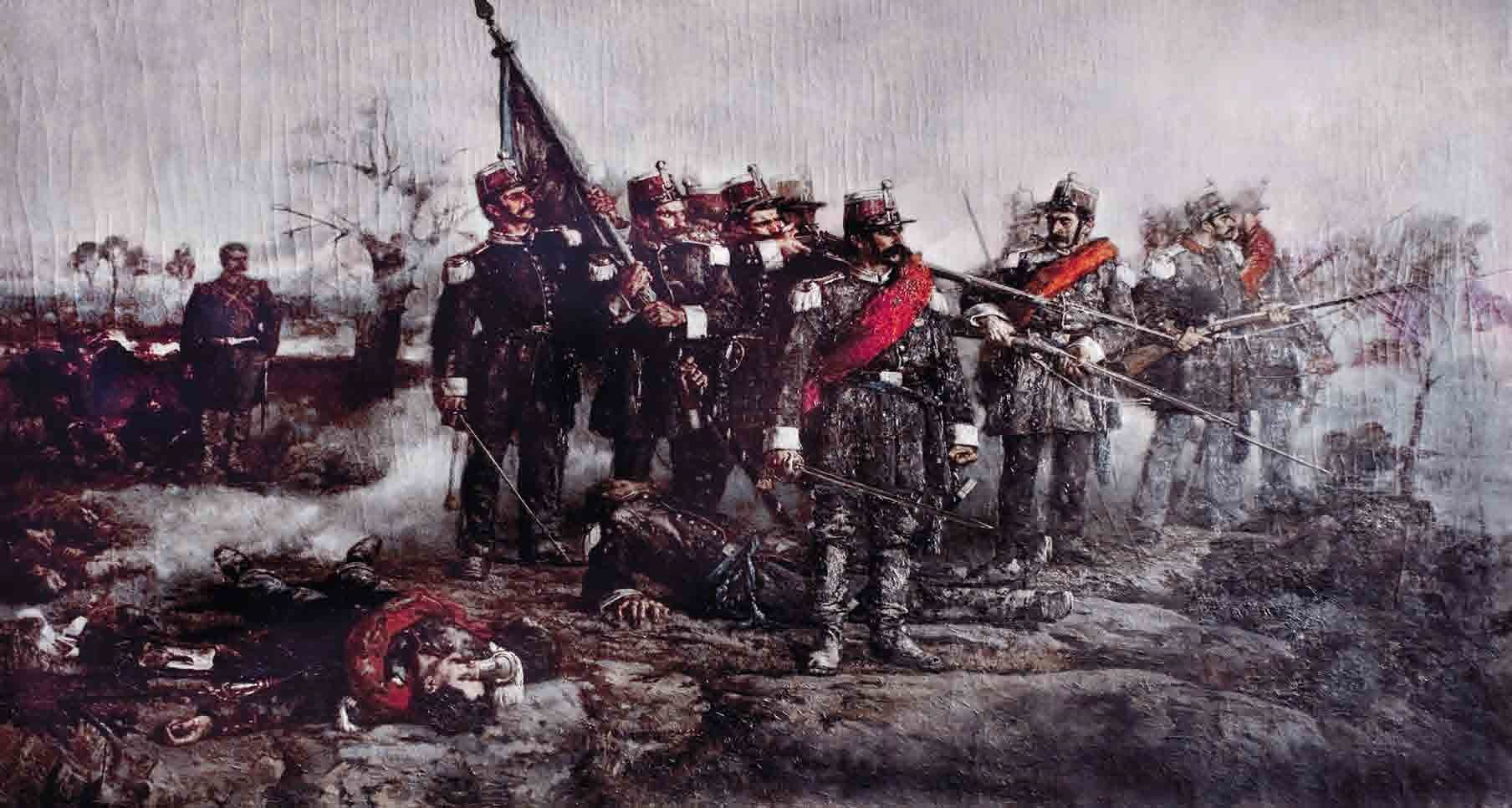
La rotta sarda a Novara

Lo stesso giorno, Radetzky fece partire da Verona un piccolo corpo di spedizione di 6 000 uomini, che invasero lo Stato Pontificio. Ma si limitarono a occupare Ferrara, in attesa degli eventi.
La repressione della Repubblica Romana e della Repubblica Toscana, infatti, richiedeva un'ingente spedizione militare che, pendente il provvisorio armistizio di Salasco, né Austria né il Regno di Sardegna potevano permettersi d'impiegare, mentre il Regno delle Due Sicilie era impegnato nella repressione dell'insurrezione siciliana e del Parlamento napoletano.

Occorreva, quindi, che una guerra decidesse, definitivamente, della supremazia in Lombardia. Il momento venne il 12 marzo, quando l'inviato di Carlo Alberto comunicò al Radetzky il recesso dall'armistizio di Salasco. La guerra si concluse rapidamente, il 22-23 marzo con la sconfitta piemontese di Novara e l'armistizio del 24.
A quel punto il nuovo sovrano Vittorio Emanuele II dovette concentrarsi sulla caotica situazione politica interna (30 marzo scioglimento delle camere e nuove elezioni, governo d'Azeglio, 1º-5 aprile repressione dei moti di Genova, terminati il 10, 18 giugno sgombero austriaco da Alessandria, 6 agosto Pace di Milano).

La maggiore conseguenza della sconfitta fu la rinuncia del Regno sardo piemontese a ogni influenza in Italia. Almeno finché l'ordine non fosse ristabilito. E sarebbero occorsi alcuni anni.

### L'intervento di Radetzky

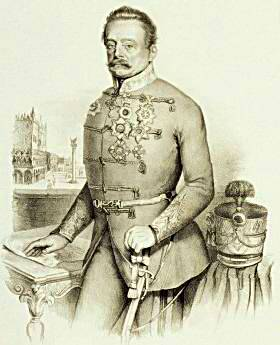
Ritratto del generale Gorzowski

Nelle giornate successive a Novara, Radetzky chiuse anche la partita con i patrioti lombardi, soffocando sul nascere alcuni tentativi di ribellione (Como) e soffocandone nel sangue altri (Brescia). Mentre continuava unicamente l'assedio di Venezia.

#### L'esercito austriaco invade la Toscana
A regolare la pratica il feldmaresciallo Radetzky inviò il suo uomo migliore: il luogotenente-feldmaresciallo Costantino d'Aspre (reduce dalle brillanti vittorie di Volta Mantovana, Mortara e Novara), che, all'inizio di aprile, procedette alla rioccupazione di Parma, con il titolo di "Governatore supremo degli Stati di Parma".

Dopodiché il d'Aspre si presentò sotto l'Appennino con 18 000 uomini, cento cannoni, il genio e un po' tutto il necessario a una vera e propria campagna militare. Il 5 maggio occupava Lucca, il 6 Pisa. Livorno chiuse le porte e venne bombardata il 10 maggio, assalita, presa e saccheggiata l'11 (fonti contemporanee parlano di 317 fucilazioni e di 800 morti).

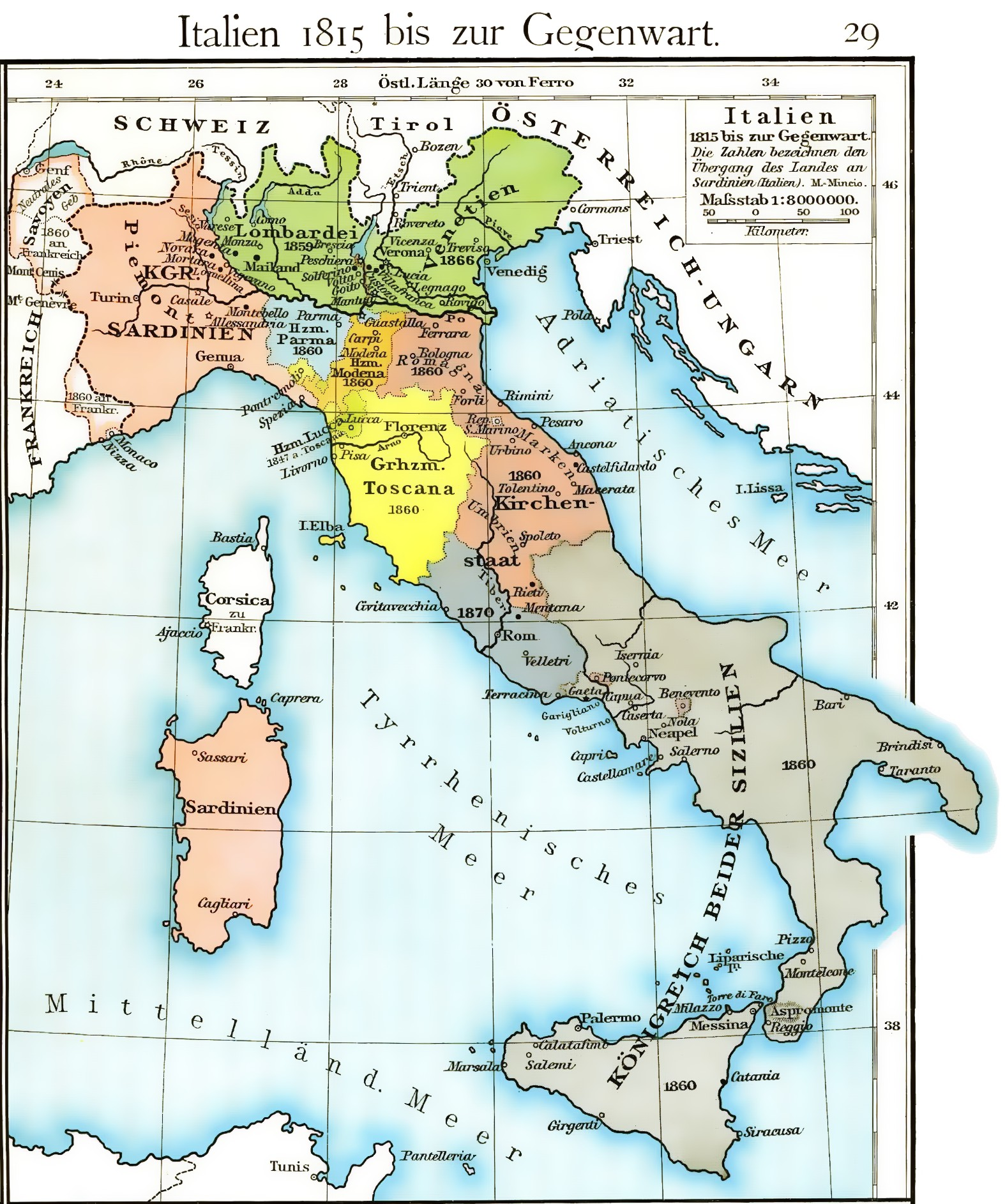
I confini degli stati italiani nel 1848

Qui la Repubblica del Guerrazzi era stata rovesciata già il 12 aprile dai moderati del municipio di Firenze, i quali avevano subito richiamato il Granduca e trasferito i propri poteri a un suo plenipotenziario, Serristori, tornato a Firenze il 4 maggio. Ciò nonostante, il 25 maggio d'Aspre entrò in Firenze, pose la città come in stato d'assedio e sottopose alla giurisdizione dei tribunali militari austriaci anche il giudizio dei reati comuni.
Leopoldo II rientrò a Firenze solo il 28 e sancì la occupazione militare austriaca con apposita convenzione militare, firmata nel 1850.

#### L'esercito austriaco invade la Romagna e le Marche
L'occupazione della Toscana era necessaria agli austriaci non solo per ragioni dinastiche, ma pure per ribadire la propria influenza sull'Italia centrale, in vista del prossimo sbarco di un corpo di spedizione francese, inviato da Napoleone III, non ancora Imperatore, a reprimere la Repubblica Romana guidata dal Mazzini.

#### Seconda invasione austriaca delle Legazioni e assedio di Bologna
Parallelamente all'azione del d'Aspre, infatti, il generale Wimpffen si presentò dinnanzi a Bologna. Questi aveva due vantaggi preziosi rispetto a Welden: agivano non più come invasori, ma "in nome del Papa Re", e il corpo di spedizione era formato da ben 16 000 uomini, dal momento che Radetzky non aveva più necessità di tenere guarnito il confine del Ticino.
L'assalto contro la città, difesa da meno di 4 000 volontari, cominciò l'8 maggio. Wimpffen venne rinforzato da Karl von Gorzowsky, giunto il 14 maggio da Mantova con truppa e cannoni d'assedio. Il 15, dopo 7 giorni di assedio, la città venne bombardata e si arrese, il 16 maggio.

##### Invasione delle Marche e assedio di Ancona

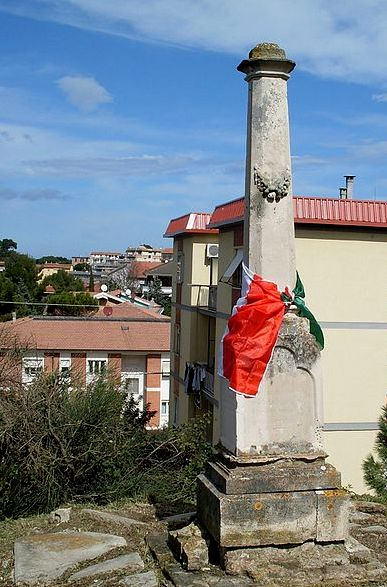
Ancona, monumento in via Gervasoni eretto nel 1889 in ricordo dello scontro del 1849

Wimpffen occupò allora Pesaro, Fano, Senigallia e proseguì per la piazzaforte di Ancona, raggiunta il 25 maggio, incominciò allora il lungo assedio della città.
La città era una piazzaforte ben munita, guidata dal coraggioso Livio Zambeccari, ma difesa da appena quattromila soldati, provenienti da varie regioni d'Italia.
L'attacco da terra e da mare, con circa 10 navi, cominciò il 27. Il 6 giugno Wimpffen ricevette il parco d'assedio di Gorzkowski, cinquemila toscani inviati da Leopoldo II.
Il 12 giugno il capitano Giovanni Gervasoni guidò una sortita contro le postazioni nemiche di Monte Marino, rimanendo ucciso (sul luogo nel 1889 è stato eretto un monumento in ricordo dell'azione durante la quale morirono e vennero feriti circa 50 soldati repubblicani). Seguirono altre due settimane di bombardamenti e vari episodi di eroismo, specie da parte del "Drappello della Morte", composto dai più giovani.
Il 17 giugno, dopo 23 giorni di assedio che costò centinaia di morti, la città (senza il consenso di Zambeccari) accettò la proposta di resa avanzata dal Wimpffen, firmata il 19 giugno. Il 21 consegnò la Cittadella e i forti; i difensori della città furono salutati dai vincitori con l'onore delle armi, per ordine del comandante austriaco Wimpffen. L'onore delle armi fu concesso anche al tenente colonnello Giulio Especo y Vera, comandante dell'artiglieria pontificia, tra gli organizzatori massimi della resistenza della città.
Per l'assedio del 1849 Ancona fu insignita, una volta entrata nel Regno d'Italia, della medaglia d'oro come "benemerita del Risorgimento nazionale". Seguì un'occupazione durante la quale, con un pretesto, fu fucilato Antonio Elia, cuore della resistenza agli austriaci.
Il periodo dell'occupazione austriaca durò dieci anni, con il consenso dell'autorità pontificia; in quegli anni, presso il Lazzaretto di Ancona, vennero fucilati il 25 ottobre 1853 altri nove patrioti risorgimentali: Antonio Biagini, Lodovico Balducci, Pietro Cioccolanti, Giovanni Dell'Onte, Giovanni Galeazzi, Ciriaco Giambrignoni, Andrea Papini, Vincenzo Rocchi, Pietro Rossi.

### La parallela invasione francese

#### Il triumvirato

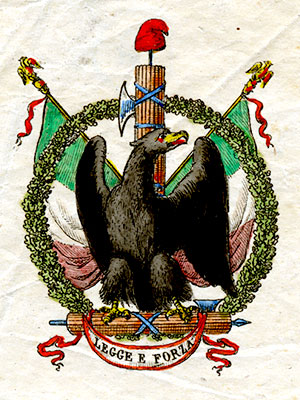
Uno degli emblemi della Repubblica Romana

Nel frattempo, anche a Roma, alla notizia della disfatta di Novara venne nominato un triumvirato plenipotenziario, composto da Aurelio Saffi, deputato di Forlì, Carlo Armellini, deputato di Roma, e da Giuseppe Mazzini, deputato eletto nei collegi di Ferrara e Roma: era evidente lo sforzo di tenere unite le due principali province dello Stato della Chiesa, come si vede anche dal fatto, ad esempio, che di Forlì era pure il Ministro di Grazia e Giustizia, Giovita Lazzarini, mentre quello delle Finanze, Giacomo Manzoni, era di Lugo di Romagna.

#### Lo sbarco a Civitavecchia

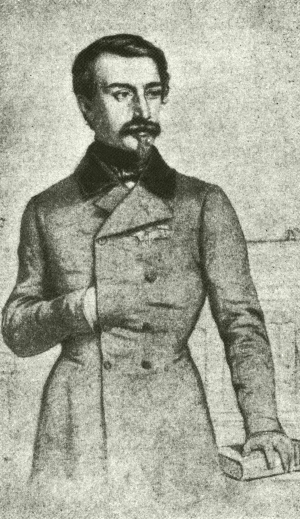
Ritratto di Luigi Napoleone Bonaparte nel 1848

Nel frattempo, i circa 7 000 uomini del corpo di spedizione francese, guidati dal generale Oudinot, duca di Reggio, che stazionavano su dieci navi da guerra salpate da Tolone il 22 aprile al comando del contrammiraglio Tréhouart, sbarcarono a Civitavecchia il giorno 24.
Per ottenere il consenso allo sbarco, i francesi proclamarono che: "Il governo della Repubblica Francese … dichiara di rispettare il voto delle popolazioni romane [...] è deciso altresì di non imporre a queste popolazioni alcuna forma di governo che non sia da loro accettato". Nei giorni successivi le rassicurazioni vennero ripetute direttamente all'Assemblea costituente a Roma.
Esse, tuttavia, dovettero scontrarsi soprattutto con la sorpresa dei romani di fronte all'inattesa comparsa delle truppe francesi. Essa non era stata, infatti, preceduta da alcuna dichiarazione né ultimatum. Si accompagnava, inoltre, all'esplicita richiesta di permettere l'occupazione del Lazio.
La disonorevole pretesa era accompagnata, infine, da una spiegazione ancor più umiliante: i messi dell'Oudinot dichiaravano che l'occupazione serviva a "mantenere la sua (della Francia) legittima influenza". In termini più espliciti a "impedire l'intervento dell'Austria, della Spagna e di Napoli". Si trattava di un'affermazione figlia della più dura realpolitik, la quale sottintendeva la considerazione che ai sudditi di Pio IX, non restasse che l'alternativa fra Vienna e Parigi. Il che, nelle condizioni date, era probabilmente esatto. Ma aveva il grave difetto di non tenere in alcun conto il nuovo sentimento patriottico italiano, così forte in quel 1848-49 e già gravemente ferito dalla sconfitte di Custoza e di Novara. Un sentimento assai popolare anche a Roma e la cui forza era ben chiara ai democratici dell'Assemblea costituente e del triumvirato. Molti di essi, infine, sapevano di dover temere, in caso di insuccesso, la vendetta del partito di Pio IX.
In definitiva, le avare profferte dell'Oudinot erano inaccettabili, e come tali vennero respinte.
Chiaramente, la spedizione francese soffriva di una pessima comprensione della situazione politica italiana. Ciò fu confermato dalle disposizioni del ministro degli Esteri francese Édouard Drouyn de Lhuys al generale Oudinot di marciare, il 28 aprile, con circa 6 000 uomini e senza cannoni su Roma. Il generale ebbe l'avventatezza di proclamarlo ai propri soldati: "non troveremo nemici … ci considereranno come liberatori". In effetti un simile doppio gioco sarebbe risultato inaspettato. Anche l'art. V del Preambolo della Costituzione repubblicana francese del 4 novembre 1848 allora in vigore, recitava: "... Essa [la Repubblica Francese] rispetta le nazionalità estere, come intende far rispettare la propria; non intraprende alcuna guerra a fini di conquista, e non adopera mai le sue forze contro la libertà d'alcun popolo". Un intervento militare francese per riportare sul trono di Roma il papa era pertanto illegale, come riconoscevano già allora anche alcuni parlamentari francesi non compromessi con gli interessi del futuro Imperatore francese.

#### Lo sbarco a Porto d'Anzio dei Bersaglieri lombardi
Il 27 aprile giunsero in porto a Civitavecchia due battelli, il Colombo e il Giulio II, salpati da Chiavari. Essi trasportavano 600 bersaglieri della disciolta Divisione Lombarda dell'esercito sardo: tale divisione era stata costituita nel corso della campagna del 1848 con reclute e volontari provenienti dalle province liberate del Lombardo-Veneto. Rimasta inquadrata nell'armata di Carlo Alberto dopo l'Armistizio di Salasco, la divisione non aveva partecipato alla battaglia di Novara a causa di un'errata decisione del suo comandante, il generale Ramorino; dopodiché venne assegnata al Fanti e trasferita in Liguria, ove diede a intendere di voler supportare i rivoltosi nel corso della repressione di Genova. Le conseguenze furono pari alle attese: Gerolamo Ramorino venne fucilato, Fanti allontanato dall'esercito (ingiustamente e per alcuni anni), la divisione sciolta. Questo rese liberi quelli che volevano combattere (peraltro impossibilitati a rientrare nel Lombardo-Veneto) di andare ove ancora ci si batteva.
I 600 bersaglieri rappresentavano una forza significativa, in quanto la loro composizione sostanzialmente rispecchiava quelle già sperimentata nella "Divisione Lombarda", probabilmente grazie alla particolare personalità del loro comandante, Luciano Manara.
Giunti a Civitavecchia, essi furono sorpresi dalla presenza delle truppe francesi dell'Oudinot, che cercò d'impedirne lo sbarco. Dopodiché, insicuro della città appena occupata e certo di chiudere la partita entro pochi giorni, Oudinot preferì temporeggiare, permettendo di farli proseguire per Porto d'Anzio, dove sbarcarono il 27 aprile, in cambio dell'impegno di Manara a non combattere prima del 4 maggio.
Giunsero così, il 28, con marce forzate, a Roma, ove avrebbero offerto un contributo assai significativo alla difesa della Repubblica.

#### Il fallito assalto francese a Roma del 30 aprile
Roma era difesa da circa 10 000 soldati della Repubblica (l'altra metà dei 20 000 che componevano l'esercito era dislocata in altre zone della Repubblica stessa).
Le truppe erano suddivise in quattro brigate: la prima, comandata da Garibaldi, presidiava il Gianicolo tra Porta Portese e Porta San Pancrazio, la seconda, agli ordini del colonnello Luigi Masi, stazionava sulle mura tra porta Angelica e porta Cavalleggeri, la terza, con i dragoni del colonnello Savin, controllava le mura della riva sinistra del Tevere mentre la quarta, al comando del colonnello Galletti, rappresentava un reparto di riserva dislocato tra la Chiesa Nuova e largo Argentina.
L'attacco francese giunse il 30 aprile e il corpo di spedizione si presentò di fronte a Porta Cavalleggeri e Porta Angelica con 5 000 soldati. Il contingente di Oudinot venne preso a cannonate e a fucilate e fu ignominiosamente respinto dai militi della Guardia Civica mobilizzata, denominata anche Guardia Nazionale per l'aggiunta dei Corpi Civici provenienti da altre città degli Stati Romani, comandata da Ignazio Palazzi che aveva ricevuto il compito di difendere le Mura Vaticane. Nei combattimenti, durati sino a sera, tuttavia si distinse principalmente Garibaldi, il quale, uscito quando i francesi stavano già per desistere, da Porta San Pancrazio (sul Gianicolo) con il Battaglione Universitario Romano e con la sua Legione italiana, con un attacco alla baionetta sorprese alle spalle gli assedianti in ritirata a Villa Doria-Pamphili, provocandone la rotta. In serata Oudinot ordinò la ritirata su Civitavecchia, lasciando dietro di sé oltre 500 morti e 365 prigionieri.
Al termine della giornata, la Repubblica aveva ottenuto un trionfo: oltre ad aver mostrato l'attaccamento della popolazione e dell'esercito, aveva voluto dimostrata la pretestuosità degli argomenti di coloro che giustificavano la repressione dell'Italia come un'operazione di polizia contro le "tirannidi giacobine". E ciò oltre un mese dopo la battaglia di Novara, la battaglia dove la causa italiana aveva perso ogni speranza di successo.
In tal senso, la giornata del 30 aprile fu davvero molto importante e può essere considerata una delle date fondamentali della storia d'Italia.

In secondo luogo, l'intervento francese si configurava come una non provocata invasione volta alla restaurazione del governo assolutistico del potere temporale. Ciò non mancò di provocare feroci reazioni nella politica parigina.

#### I repubblicani non sfruttano le opportunità

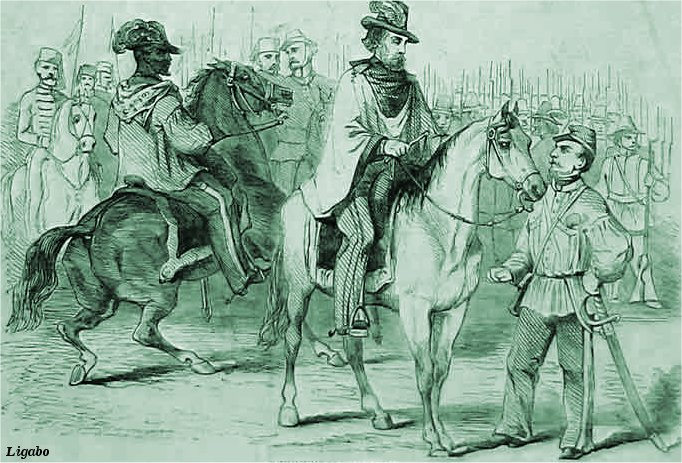
Garibaldi con Bixio e l'attendente Andrea Aguyar, durante la difesa di Roma. Illustrazione di George Housman Thomas, da Illustrated London News del 21 luglio 1849

Tali risultati erano talmente importanti da consigliare Mazzini, dato il totale isolamento della Repubblica Romana che non era stata riconosciuta da alcuna potenza internazionale, d'impedire a Garibaldi d'inseguire e umiliare i fuggitivi, compiendone la possibile strage, e a indurlo inoltre a liberare i numerosi prigionieri e a non comandare un assalto, pure possibile, a Civitavecchia, in vista di un possibile accomodamento politico-diplomatico con la Repubblica francese. Tali scelte furono in seguito molto criticate, alla luce del successivo indurirsi della posizione francese. E certamente pesò un generale pregiudizio favorevole alla patria di Napoleone I e della grande rivoluzione. Tuttavia esso contribuì fortemente ad abbellire l'immagine della Repubblica e della causa italiana in Europa; inoltre, occorre sottolineare che il massacro dei fuggitivi dell'Oudinot avrebbe avuto l'unico risultato di provocare una durissima reazione francese e d'invogliare Radetzky ad accelerare l'invasione dello Stato della Chiesa, che già attentamente pianificava, offrendogli l'occasione di espellere i francesi dalla penisola per molti anni (gli eventi del 1859 avrebbero dimostrato l'esattezza di tale calcolo).

#### Tregua di fatto con la Francia
Verificate le intenzioni del Mazzini, Oudinot contraccambiò, mandando libero un battaglione di bersaglieri che aveva catturato a Civitavecchia, e il padre Ugo Bassi, mentre impartiva l'estrema unzione a un ferito francese.
Informato degli avvenimenti, Luigi Napoleone, presidente della Repubblica francese, non mostrò alcuna esitazione: già il 7 maggio accolse per iscritto tutte le richieste di rinforzo avanzate da Oudinot e il 9, a Tolone, s'imbarcava in tutta fretta, un nuovo ambasciatore plenipotenziario, il barone di Lesseps, con l'incarico di pattuire una tregua d'armi. Si tratta di due reazioni prese rapidissimamente, se si considerano i tempi necessari per le comunicazioni da Roma a Parigi.
Tanta fretta era giustificata dall'approssimarsi delle elezioni legislative francesi, fissate per il 13 maggio: la restaurazione del Potere temporale del papa costituiva uno dei principali temi del dibattito e la maggioranza del corpo votante era senz'altro a favore dell'integrale restaurazione del potere di Pio IX. Né v'era in Italia alcuna potenza capace di opporvisi. Mentre l'Inghilterra anglicana giocava, come di consueto nell'Ottocento italiano (nonostante quanto da molti sostenuto) un ruolo assai più defilato: la questione italiana non rappresentava certo una priorità per Londra.
Se v'era ancora qualche dubbio, esso fu spazzato via dall'esito delle elezioni, che diedero ai candidati monarchici e moderati una maggioranza di 450 seggi su 750, relegando i democratici (come il Ledru-Rollin) a un ruolo di puri spettatori.

### L'invasione napoletana

#### Luigi Napoleone rischia un'ultima umiliazione
Oltre che dalle necessità elettorali, Luigi Napoleone (e il presidente del consiglio Barrot) era spinto alla massima celerità anche dalla concorrenza delle altre potenze desiderose di esercitare la loro influenza sulla penisola italiana (e nel cuore del Pontefice): in particolare, come abbiamo visto, il Wimpffen aveva assediato Bologna fra l'8 e il 16 maggio. E si accingeva a marciare su Ancona. Già nel 1831, a seguito dell'intervento austriaco in Romagna la Francia della Monarchia di Luglio aveva inviato un corpo di spedizione a occupare Ancona, al fine di riaffermare il droit de regarde di Parigi sugli affari italiani. E il nipote di Napoleone il Grande non poteva certamente essere da meno del "re borghese" Luigi Filippo.

#### La parallela invasione napoletana e spagnola

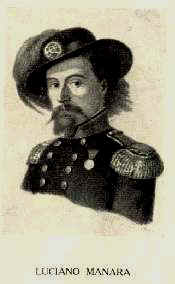
Luciano Manara nella divisa dei bersaglieri lombardi

Esisteva, inoltre, un secondo concorrente: Ferdinando II, re delle Due Sicilie. Nei mesi precedenti egli era stato alle prese con l'insurrezione siciliana (che proprio in quei giorni andava spegnendosi, con l'avanzata del generale Filangieri sino a Bagheria, il 5 maggio, e la capitolazione di Palermo, il 14 maggio) e con la repressione delle libertà costituzionali a Napoli (le camere vennero sciolte una prima volta il 14 giugno 1848 e poi ancora il 12 marzo 1849, dopodiché venne restaurato il potere assoluto del sovrano). La repressione delle due opposizioni stava, tuttavia, perfezionandosi e il re di Napoli poteva contare sull'indubbio prestigio che gli derivava dall'ospitare (sin dal 25 novembre 1848) Pio IX nella munitissima fortezza di Gaeta.
Re Ferdinando decise di tentare l'avventura e inviò a invadere la Repubblica Romana il generale Winspeare, alla testa di un corpo di spedizione forte di 8 500 uomini, con cinquantadue cannoni e cavalleria.

#### La battaglia di Palestrina
Si fece loro incontro Garibaldi, con 2 300 uomini ben motivati, che egli condusse il 9 maggio fuori Palestrina. Qui si scontrò con l'avanguardia napoletana del generale Ferdinando Lanza, che avanzava sulla cittadina. Garibaldi, che tra le sue forze contava anche il battaglione bersaglieri lombardi, al comando di Luciano Manara, contrattaccò e costrinse Lanza alla ritirata. La vittoria fu comunque parziale poiché il grosso dell'esercito borbonico non era stato impegnato in battaglia.

#### La battaglia di Terracina
Alcuni giorni più tardi, il 16 maggio, il nuovo comandante dell'esercito romano, il generale Roselli (che era affiancato dal Pisacane, quale suo capo di Stato Maggiore) mosse i suoi 10 000 uomini verso i quartieri del Lanza su Velletri e Albano.
Qui il Lanza era stato nel frattempo raggiunto da Ferdinando II in persona e, messo di fronte a una nuova battaglia, preferì ordinare ai suoi 16 000 soldati di ripiegare verso Terracina.
Garibaldi pensò di impedirglielo e, il 19, con appena 2 000 uomini tentò un avventato assalto. La sproporzione di forze era eccessiva e venne respinto dai Borbonici, che completarono il proprio ripiegamento.

#### Il corpo di spedizione spagnolo
Nei giorni successivi si presentò il quarto nemico: un corpo di spedizione spagnolo di discrete dimensioni (9 000 uomini) che, giunto a Gaeta verso la fine di maggio, venne passato in rivista e benedetto da Pio IX il 29 maggio, e uscì da Gaeta per Terracina.

### Tregua di diritto con la Francia
Si comprende bene, quindi, perché Mazzini tenesse particolarmente a esplorare ogni possibile compromesso con la Francia, non foss'altro che per guadagnare tempo.

#### La missione diplomatica del Lesseps
L'occasione gli venne il 15, quando giunse a Roma il plenipotenziario di Lesseps, col quale venne subito pattuita una tregua d'armi di 20 giorni. Dopodiché Mazzini e il Lesseps presero a negoziare per un accordo duraturo. Si accordarono e, il 31, sottoscrissero un testo di trattato che val la pena di riportare integralmente:
Art. 2. D'accordo col governo romano e senza per nulla ingerire nell'amministrazione del paese, l'armata francese prenderà gli accantonamenti esterni, convenevoli per la difesa del paese che per la salubrità delle truppe. Le comunicazioni saranno libere.
Art. 3. La Repubblica francese garantisce contro ogni invasione straniera il territorio occupato dalle sue truppe.
Art. 4. Resta inteso che la presente convenzione dovrà essere sottomessa alla ratifica del governo della Repubblica francese.
Art. 5. In nessun caso gli effetti della presente convenzione potranno cessare che 15 giorni dopo la comunicazione ufficiale della non ratifica.»

#### L'abortito trattato del 31 maggio
Come si vede, entrambe le parti avevano ben negoziato: Mazzini aveva ottenuto ciò che più gli importava: l'impegno alla non-ingerenza negli affari interni della Repubblica Romana, oltre, naturalmente, a un impegno alla difesa del Lazio di fronte alle truppe austriache, napoletane (casomai Ferdinando II avesse voluto ritentare l'impresa) e spagnole. Ma si trattava di una concessione scontata, dal momento che il primario interesse francese nell'operazione era proprio "mantenere la sua [della Francia] legittima influenza", cosa che Giuseppe Mazzini ben volentieri (per il momento) accettava.
L'ultima clausola, infine, assicurava un ulteriore prolungamento della tregua di almeno 15 giorni: assai preziosi, nelle circostanze date.
Ugualmente soddisfatto dovette dirsi il Lesseps, il quale otteneva la sanzione alla permanenza del corpo di spedizione che, anzi, diveniva un'"armata amica".

#### Prudente richiamo dei volontari in Roma

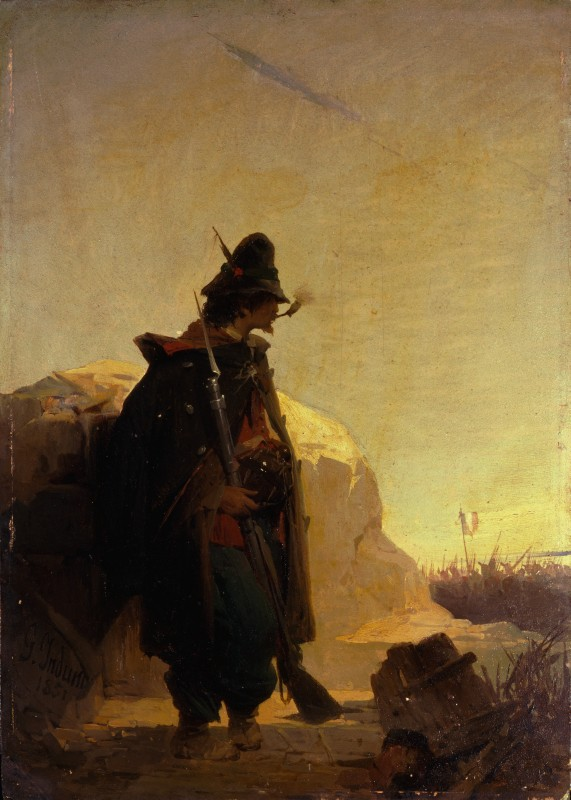
La sentinella, dipinto di Gerolamo Induno raffigurante un legionario garibaldino. Il pittore partecipò come volontario alla difesa della Repubblica combattendo agli ordini di Giacomo Medici.

Nell'attesa della ratifica, e a scanso di incomprensioni, tuttavia, il 27 Roselli prese la saggia decisione di richiamare a Roma le colonne dei volontari.
Questi, dopo la battaglia del 19, avevano proseguito verso sud: Garibaldi era entrato in Rocca d'Arce, Manara il 24 in Frosinone e il 25 in Ripi.
In effetti, ritiratisi i napoletani, la resistenza era costituita unicamente da bande contadine, affrettatamente organizzate dal generale Zucchi (l'ultimo ministro della guerra di Pio IX). Conseguentemente, il comandante generale Pietro Roselli era rientrato in Roma, per effettuare i possibili preparativi sul fronte principale.
Garibaldi e Manara rientrarono in Roma il 1º giugno. Appena in tempo.

### Ripresa delle ostilità francesi

#### Denuncia del trattato
Giuseppe Mazzini e Ferdinando di Lesseps, infatti, avevano fatto i conti senza l'oste: sulla scorta del risultato elettorale, Luigi Napoleone era ormai ben deciso a ottenere il massimo risultato e a consolidare il proprio potere lavando l'onta della sconfitta del 30 aprile. Egli, quindi, il 29 maggio inviò due lettere: una all'Oudinot, comandandogli di procedere con l'assedio della città e una al povero Lesseps, con la quale gli ingiungeva di considerare esaurita la sua missione e di rientrare in Francia (dove diede le dimissioni dal servizio diplomatico).
Cosicché, non appena informato degli accordi del 31 maggio, il generale poté rinnegare l'operato del plenipotenziario e darne conseguente comunicazione ai propri ufficiali.
Ciò consentì all'Oudinot di mettere insieme 30 000 uomini e un possente parco d'assedio. Dopodiché, denunciò la tregua e annunziò la ripresa dei combattimenti, a decorrere dal 4 giugno.

#### Dirottamento del corpo di spedizione spagnolo
Un buon indizio della determinazione con cui Napoleone impose i suoi obiettivi viene dal destino del corpo di spedizione spagnolo di Fernando Fernández de Córdova che, nel frattempo, si era presentato dinnanzi a Terracina, dove non incontrò, come forse si aspettava, l'esercito di Roselli, poiché esso era stato, nel frattempo, ritirato su Roma in vista di temuti mutamenti nelle intenzioni dell'Oudinot.
Da qui, tuttavia, gli spagnoli non proseguirono su Roma, ma fecero una deviazione, recandosi in Umbria (rimasta sguarnita, ma non occupata dagli austriaci).
Evidentemente, Parigi non gradiva la loro presenza nella prossima battaglia, che doveva essere esclusivamente francese.

#### Dichiarazione di ripresa delle ostilità
Il 1º giugno Oudinot comunicò a Roselli la ripresa delle ostilità, fissata (come usava allora) al 4 giugno.
Ai soldati sconfitti il 30 aprile, si erano aggiunti altri 24 000 soldati, per un totale di 30 000 uomini e circa 75 cannoni: un'enormità, se si considera che l'intera prima fase della Prima guerra d'indipendenza era stata condotta da Carlo Alberto di Savoia con, appunto, 30 000 soldati. Essi vennero organizzati in tre divisioni, al comando dei generali d'Angely, Louis de Rostolan e Philippe-Antoine Gueswiller.
Ma alla straordinaria preponderanza numerica, Oudinot aggiunse la frode: pur essendosi impegnato per la data del 4 in una lettera da lui firmata e pervenuta al Roselli, fece muovere le truppe con un giorno di anticipo, la mattina del 3: evidentemente, Napoleone non avrebbe ammesso altre sconfitte.

### L'assedio di Roma

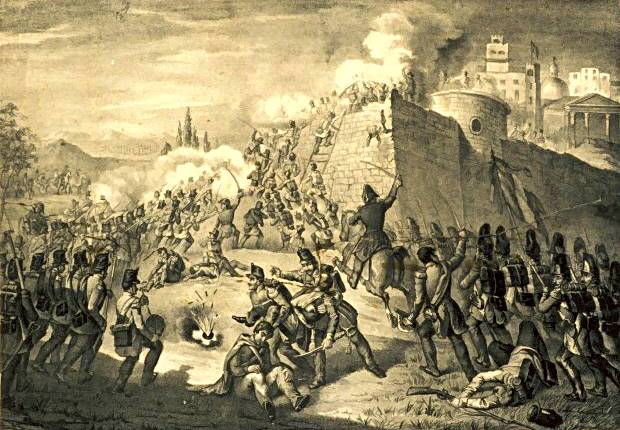
Assalto francese ai bastioni

Il 31 maggio, il generale francese Oudinot annunciò la ripresa delle ostilità: egli ora disponeva di 30 000 soldati e di un possente parco d'assedio.
Roma venne assaltata dai francesi all'alba del 3 giugno. Il primo obiettivo era la conquista del Gianicolo, monte sopra Trastevere dal quale si dominava la città. Esso venne parzialmente conquistato solo dopo una sanguinosa battaglia, nella quale si distinsero particolarmente i volontari reduci dalla prima guerra di indipendenza, guidati da Giuseppe Garibaldi. Quel giorno durante il tentativo di contrattacco a Villa Corsini, alle pendici del Gianicolo, venne ferito Goffredo Mameli, che morirà un mese dopo a causa delle conseguenze della ferita. Il generale Luigi Mezzacapo al Gianicolo comandò il 10 giugno una sfortunata sortita e un'altra sui monti Parioli il 15, entrambe con il contributo determinante della legione polacca al comando del generale Aleksander Izenschmid de Milbitz, responsabile del tratto di mura a cavallo della Porta Flaminia (Porta del Popolo) e della difesa di Ponte Milvio e della via per il Nord.

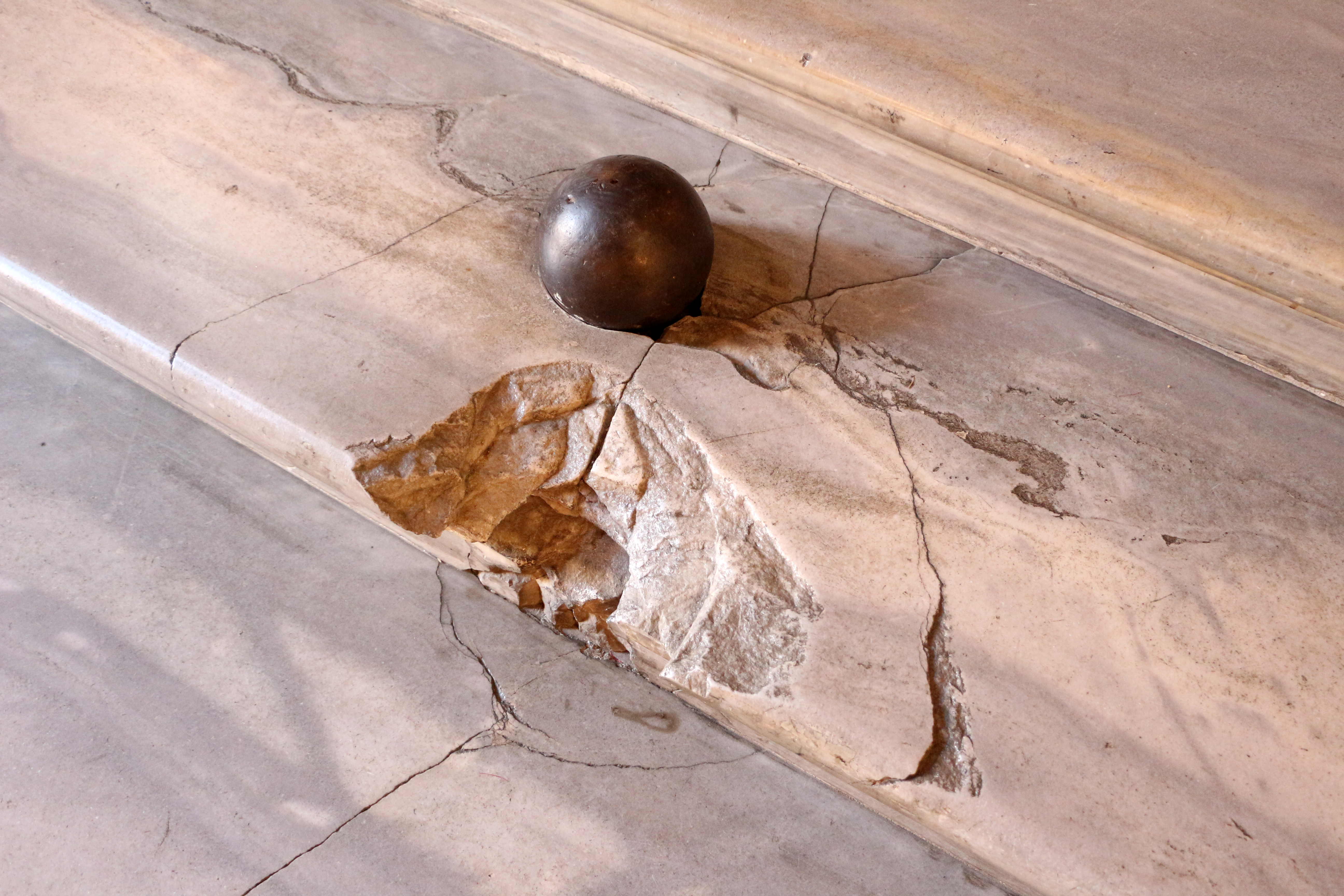
Nella Sala della Colonna Bellica è presente una palla di cannone francese sparata dal Gianicolo verso il Quirinale durante la Repubblica Romana, e conficcata da allora in un gradino della Galleria di Palazzo Colonna a Roma

Seguirono molti giorni di bombardamenti, durati sino al 20. Quella notte i francesi presero un tratto dei bastioni di Trastevere. Il governo della Repubblica Romana guidato da Mazzini rifiutò, ancora una volta, di arrendersi, e Oudinot riprese con più veemenza il bombardamento: al contrario del precedente, però, esso venne rivolto direttamente sulla città, volto a indurre Roma alla resa. Nel frattempo, le truppe francesi erano riuscite a oltrepassare il Tevere presso Ponte Milvio, nonostante l'eroica resistenza del Battaglione Universitario Romano. Molti furono gli studenti romani caduti nelle giornate di giugno, compresi i Fratelli Archibugi.
Dopo altri sei giorni di cannonate, il 26, venne comandato un nuovo assalto al caposaldo dei difensori sul Gianicolo, la Villa del Vascello, bravamente respinto dal Medici e i suoi volontari.

Il 30 Oudinot comandò un assalto generale e s'impossessò di tutti i capisaldi fuori le mura aureliane. Sul Gianicolo si combatté l'ultima battaglia della storia della Repubblica Romana. Il generale Garibaldi difese il Vascello e i volontari attaccarono i francesi alla baionetta, ci furono 3 000 italiani fra morti e feriti. Caddero circa 2 000 francesi, ma la battaglia per gli italiani era comunque perduta.

### La resa

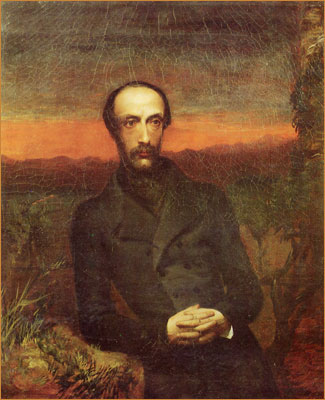
Mazzini nel 1846

A mezzogiorno del 1º luglio fu stipulata una breve tregua per raccogliere i morti e i feriti. All'Assemblea costituente Mazzini dichiarò che l'alternativa era tra capitolazione totale e battaglia in città (con conseguenti distruzioni e saccheggi). Dopo la battaglia del 30 giugno era giunto Garibaldi, che confermò che oramai era impossibile continuare a resistere. Durante un discorso all'Assemblea costituente, Garibaldi aveva proposto la ritirata da Roma e aveva detto "Dovunque saremo, colà sarà Roma."

#### Una breve ma importante polemica
Vi fu anche spazio per un po' di polemica con Garibaldi, che sosteneva che l'errore era stato il non aver nominato un dittatore, come da lui precedentemente proposto. Tale discussione non ebbe alcuna conseguenza, almeno per altri dodici anni. Ma non fu priva di significato, in quanto: (I) essa segnò la formale rottura fra Garibaldi e il suo antico maestro Mazzini, (II) perché Garibaldi se ne ricordò bene e alla prima occasione utile, nel 1860 a Palermo, non mancò di proclamarsi "dittatore".

#### Condizioni di resa: l'uscita dei volontari di Garibaldi
Preso atto di questo, si trattava di valutare se esistessero alternative alla pura e semplice capitolazione, tenuto conto delle forti perdite subite dall'Oudinot e, soprattutto, della circostanza che per la consegna della città, non essendo scontata, doveva pur poter essere pagato qualche prezzo. Della circostanza si disse subito sicuro Mazzini, spalleggiato, in questo, da Garibaldi. Si trattava di negoziare una "uscita dalla città", con quante forze combattenti avessero voluto seguire, verso quella parte dello Stato della Chiesa non occupata dalle truppe francesi. Lo scopo sarebbe stato "portare l'insurrezione nelle province".
A tal fine, la mattina del 2 luglio Garibaldi tenne in piazza San Pietro il famosissimo discorso: "io esco da Roma: chi vuol continuare la guerra contro lo straniero, venga con me … non prometto paghe, non ozi molli. Acqua e pane quando se ne avrà". Diede appuntamento per le 18:00 in piazza San Giovanni, trovò circa 4 000 armati con ottocento cavalli e un cannone e, alle ore 20:00, uscì dalla città.

Cominciò così una lunga marcia, passata attraverso l'Umbria e proseguita verso la Val di Chiana e Arezzo. Lungo il percorso Garibaldi vede venire meno la speranza di sollevare le province e decise di tentare di raggiungere Venezia assediata.

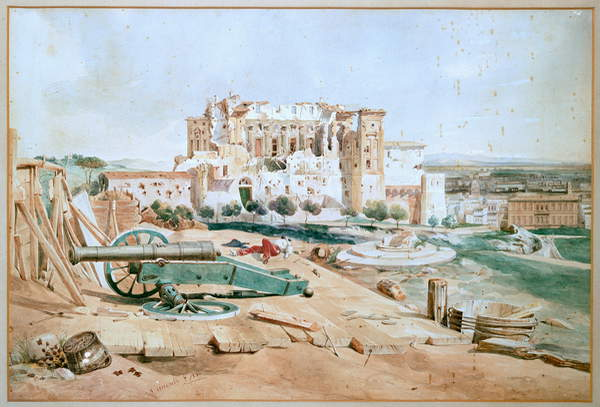
L'assedio di Roma

Il suo immediato oppositore, il generale d'Aspre, che si trovava comandante delle truppe di occupazione in Toscana e dell'esercito toscano, in via di riorganizzazione, dedicò alla caccia dei forse 2 000 superstiti della colonna un'armata di circa 25 000 fanti, 30 cannoni e 500 cavalli, finché non costrinse Garibaldi a trovare rifugio, il 31 luglio, nella neutrale Repubblica di San Marino. Da qui Garibaldi tentò l'ultima marcia, scendendo a Cesenatico, ove catturò una flottiglia di battelli da pesca e s'imbarcò per Venezia. Intercettati dalla flotta austriaca, i fuggitivi si dispersero: molti di loro, fra i quali Basilio Bellotti, Ciceruacchio con il figlio Lorenzo, appena tredicenne, Ugo Bassi e Giovanni Livraghi, vennero catturati e fucilati dagli austriaci, che occupavano la Romagna. Durante la fuga, favorita dall'aiuto della popolazione locale, Garibaldi vide morire la moglie Anita ma, assistito da innumerevoli partigiani e patrioti, da Comacchio, attraverso Ravenna, Forlì, Prato e la Maremma, giunse nei pressi di Follonica. Da qui si imbarcò per la Liguria, parte del Regno di Sardegna, ove poté mettersi in salvo.

#### Forme della resa
Stabilito questo, restava da trovare un modo di cessare le ostilità che salvasse la dignità e la personalità giuridica della Repubblica. Tra le condizioni chieste dall'Oudinot, infatti, non v'era la rinuncia dell'Assemblea costituente all'avvenuta proclamazione della repubblica. Pio IX, d'altra parte, non l'aveva mai riconosciuta e, dunque, non era necessario ottenerne alcuna concessione, diversa dalla mera resa militare.
Si poteva, quindi, arrendersi senza rinunciare, formalmente, alla repubblica: convenuto lo scopo, vennero adottate le forme più acconce:

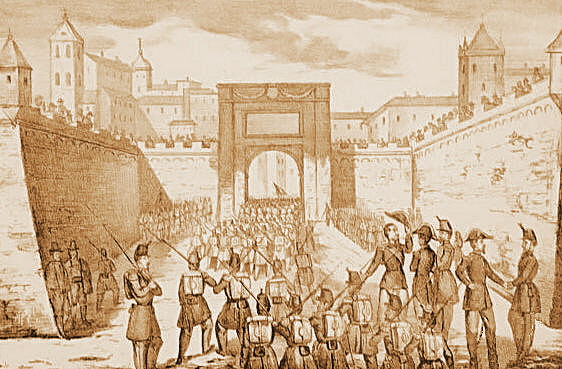
Ingresso dei francesi in Roma

- L'Assemblea costituente approvò un decreto di resa, aggiungendo però che "L'Assemblea costituente romana … resta al suo posto", tanto che approvò la nuova costituzione, che venne letta, dal balcone del Palazzo del Campidoglio, nel pomeriggio del giorno successivo, dal generale Galletti. Dopodiché, in serata, si presentò un battaglione di cacciatori francesi, che invitò l'Assemblea a sgombrare. Questa approvò all'unanimità la celeberrima protesta: "in faccia all'Italia, alla Francia e al mondo civile, contro la violenta invasione delle armi francesi nella sua residenza, avvenuta oggi 4 luglio 1849 alle ore sette pomeridiane".
- Mazzini, e con lui l'intero triumvirato, non sottoscrisse alcuna resa e diede le dimissioni, per evitare l'inevitabile visita all'Oudinot. Questa venne compiuta dal nuovo triumvirato, nella serata del 1º: ascoltatene le proposte, esse vennero rifiutate e ci si limitò a permettere l'ingresso dei francesi in città, senza accettare alcuna formale capitolazione.

La Repubblica Romana dunque, non cessava formalmente di esistere e (non avendo il Pontefice, negli anni successivi, provveduto ad alcuna nuova elezione) poteva continuare a vantare la propria legittimazione popolare.
Dettaglio di non secondaria importanza, se si considera, ad esempio, che Garibaldi non mancherà di giustificare le future operazioni su Roma (nel 1862, sino all'Aspromonte e nel 1867, sino a Mentana) come la semplice continuazione degli obblighi di restaurazione della Repubblica Romana, ancorché sconfitta in quel 1849.

#### L'ingresso dei francesi
I francesi entrarono in Roma il giorno successivo: verso mezzogiorno occuparono Trastevere, Castel Sant'Angelo, il Pincio e Porta del Popolo; il generale Oudinot giunse solo in serata, con 12 000 soldati e pubblicò un comunicato in cui divideva la popolazione fra "veri amici della libertà" e "pochi faziosi e traviati", definiti, inoltre, "una fazione straniera" (mentre lui rappresentava "una nazione amica delle popolazioni romane"), addirittura "responsabile di un'empia guerra". E proclamava la legge marziale, eleggendo Governatore di Roma Rostolan, generale di divisione, coadiuvato da Sauvan, generale di brigata.
Ultimo vessillo della rivoluzione del 1848 resisteva, indomita ma assediata, solo la città-fortezza di Venezia.
A Brescia, il 9-10 luglio, il governatore militare austriaco, Julius Jacob Haynau, festeggiò l'avvenimento della caduta di Roma facendo impiccare sulla pubblica piazza dodici dei centocinquanta prigionieri catturati nel corso della repressione delle dieci giornate.

### Lettera di Mazzini ai Romani
5 luglio 1849

Romani!

La forza brutale ha sottomesso la vostra città; ma non mutato o scemato i vostri diritti. La repubblica romana vive eterna, inviolabile nel suffragio dei liberi che la proclamarono, nella adesione spontanea di tutti gli elementi dello Stato, nella fede dei popoli che hanno ammirato la lunga nostra difesa, nel sangue dei martiri che caddero sotto le nostre mura per essa. Tradiscano a posta loro gl'invasori le loro solenne promesse. Dio non tradisce le sue. Durate costanti e fedeli al voto dell'anima vostra, nella prova alla quale Ei vuole che per poco voi soggiacciate; e non diffidate dell'avvenire. Brevi sono i sogni della violenza, e infallibile il trionfo d'un popolo che spera, combatte e soffre per la Giustizia e per la santissima Libertà.

Voi deste luminosa testimonianza di coraggio militare; sappiate darla di coraggio civile ...

Dai municipii esca ripetuta con fermezza tranquilla d'accento la dichiarazione ch'essi aderiscono volontari alla forma repubblicana e all'abolizione del governo temporale del Papa; e che riterranno illegale qualunque governo s'impianti senza l'approvazione liberamente data dal popolo; poi occorrendo si sciolgano. ... Per le vie, nei teatri, in ogni luogo di convegno, sorga un grido: Fuori il governo dei preti! Libero Voto! ...

I vostri padri, o Romani, furon grandi non tanto perché sapevano vincere, quanto perché non disperavano nei rovesci.

In nome di Dio e del popolo siate grande come i vostri padri. Oggi come allora, e più che allora, avete un mondo, il mondo italiano in custodia.

La vostra Assemblea non è spenta, è dispersa. I vostri Triumviri, sospesa per forza di cose la loro pubblica azione, vegliano a scegliere a norma della vostra condotta, il momento opportuno per riconvocarla.
Dopo la capitolazione della Repubblica, Roma vide più movimenti indipendentistici tra le sue mura, fino al 20 settembre 1870, quando i bersaglieri, attraverso la breccia di Porta Pia, fecero il loro ingresso in città. Mazzini, in quel momento, si trovava in carcere a Gaeta per aver fatto propaganda repubblicana e aver tenuto vivo l'ideale di Roma capitale.

### Pio IX torna a Roma
Il Papa, dopo un esilio di diciassette mesi, fece ritorno a Roma il 12 aprile 1850 e abrogò de facto la Costituzione concessa nel marzo di due anni prima. Fece poi seguire una profonda opera di restaurazione, annullando molti atti della Repubblica Romana: ripristinò la pena di morte che era stata soppressa, fece abbattere la statua eretta in memoria di Giordano Bruno, ripristinò l'isolamento degli ebrei nel Ghetto con relativi balzelli e divieti. Ai militari che ebbero partecipato alle operazioni fu assegnata la medaglia commemorativa della restaurazione dell'autorità pontificia.

## Importanza sociale della Repubblica Romana
(II Principio fondamentale della Costituzione della Repubblica Romana (1849))
(IV Principio fondamentale della Costituzione della Repubblica Romana (1849))
(VIII Principio fondamentale della Costituzione della Repubblica Romana (1849))
La Repubblica Romana promulgò nel 1849 la Costituzione, la più democratica in Europa a quei tempi, in cui convergevano gli ideali liberali e mazziniani, e superò anche la mai applicata Costituzione francese del 1793. La legge e la Costituzione proponevano:
- la libertà di culto (anche se ufficialmente parziale: i cittadini potevano essere solo cattolici o ebrei[senza fonte], mentre agli stranieri era concessa qualunque religione, anche se vi furono aderenti non confessionali, come lo stesso Mazzini, atei dichiarati come Pisacane e massoni come Garibaldi),
- la laicità dello Stato
- abolizione della pena di morte e della tortura (fu il secondo Stato del mondo, dopo il Granducato di Toscana, ad abolire de jure la pena capitale nella sua Costituzione).
- abolizione della censura
- libertà di opinione
- il suffragio universale maschile (anche se ufficialmente non vietò il voto alle donne)
- l'abolizione della confisca dei beni
- abrogazione della norma pontificia che escludeva le donne e i loro discendenti dalla successione familiare
- riforma agraria e diritto alla casa, tramite la requisizione dei beni ecclesiastici
- la divisione dei poteri
- l'abolizione della leva obbligatoria

Bisognò attendere più di un secolo perché queste riforme, cancellate poi dalla reazione pontificia, diventassero realtà in tutta Europa.
La Costituzione della Repubblica Italiana si richiama alla Costituzione della Repubblica Romana. C'è da notare che la maggior parte delle Costituzioni moderne degli Stati occidentali usa questo Statuto come base di partenza.

## Cinematografia
- Del 1949 Cavalcata d'eroi, diretto nel 1949 da Mario Costa. Il soggetto si ispira a un fatto realmente avvenuto, l'assedio di Roma del 1849, del quale in quell'anno ricorreva il centenario.
- Girato nel 1973 e ambientato nel 1848 della Roma papale, del periodo risorgimentale è il film Rugantino interpretato da Adriano Celentano, il quale recita appunto il ruolo di Rugantino, e dalla moglie Claudia Mori che interpreta invece il ruolo di Rosetta.
- Del 1990 In nome del popolo sovrano, film per il cinema, presentato successivamente anche in televisione, di Luigi Magni, con cast Alberto Sordi, Nino Manfredi, Jacques Perrin, Massimo Wertmüller, Luca Barbareschi, Elena Sofia Ricci e caratterizzazioni di Ugo Bassi, Giovanni Livraghi, Carlo Luciano Buonaparte.
- Del 2012 Anita Garibaldi, fiction mini serie (2 puntate) per la televisione (RAI1), di Claudio Bonivento, con cast Valeria Solarino e Giorgio Pasotti. Musiche di Amedeo Minghi.
- Del 2024 Mameli - Il ragazzo che sognò l'Italia, fiction mini serie (2 puntate) per la televisione (RAI1).

## Galleria d'immagini

Monete e francobolli
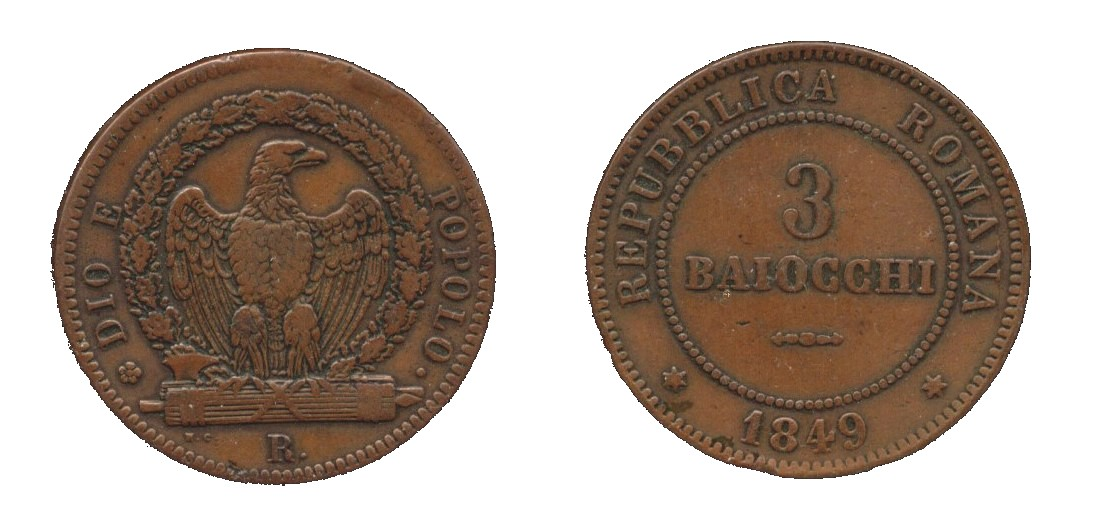
Moneta da tre baiocchi di rame della Repubblica romana. Sul dritto è l'aquila su un fascio littorio, simboli ripresi dall'antica Repubblica romana, e intorno il motto della repubblica del 1848, DIO E POPOLO.
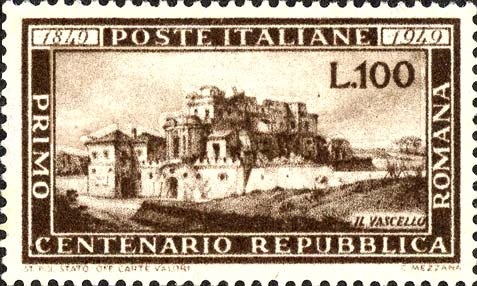
Francobollo emesso dalla Repubblica Italiana nel 1949 per celebrare il primo centenario della Repubblica romana.

Bandiere
Bandiera della Repubblica Romana, secondo il modello del Museo del Risorgimento di Milano[18] (dal 12 febbraio 1849 al 15 luglio 1849)
Vessillo militare non ufficiale della Repubblica Romana, il Tricolore reca al centro l'acronimo RR che sta per Repubblica Romana (12 febbraio 1849 - 15 luglio 1849)